# Harasjön (Villstads socken, Småland)
Harasjön är en sjö i Gislaveds kommun i Småland och ingår i Nissans huvudavrinningsområde. Sjön har en area på 0,494 kvadratkilometer och ligger 161 meter över havet. Sjön avvattnas av vattendraget Kilan (Västerån).

## Delavrinningsområde
Harasjön ingår i det delavrinningsområde (635170-135284) som SMHI kallar för Inloppet i Sävsjön. Avrinningsområdets medelhöjd är 175 meter över havet och ytan är 10,32 kvadratkilometer. Räknas de 6 delavrinningsområdena uppströms in blir den ackumulerade arean 78,69 kvadratkilometer. Kilan (Västerån) som avvattnar avrinningsområdet har biflödesordning 2, vilket innebär att vattnet flödar genom totalt 2 vattendrag innan det når havet efter 94 kilometer. Delavrinningsområdet består mestadels av skog (72 procent). Avrinningsområdet har 1,29 kvadratkilometer vattenytor vilket ger det en sjöprocent på 12,5 procent.